# Какушкино
Каку́шкино — деревня в Смоленской области России, в Сафоновском районе. Население – 17 жителей (2007 год). Расположена в центральной части области в 20 км к юго-востоку от города Сафонова, в 10 км севернее автодороги Р134 «Старая Смоленская дорога», на берегу реки Малая Костря. В 12 км севернее от деревни железнодорожная станция Митино	 на линии Москва — Минск. Входит в состав Игнатковского сельского поселения.

## История

### Этимология
Происхождение названия деревни доподлинно неизвестно, но исходя из его топонимической формы можно предположить, что оно относится к категории владельческих, т. е. происходит от именного прозвища владельца либо основателя. В таком случае деревня принадлежала человеку с прозвищем Какушка. Оно, в свою очередь, могло быть образовано от названия птицы кукушка, произношение которого в разных местностях варьировалось в зависимости от особенностей местного говора (аканье, оканье). В басне А. П. Сумарокова (1759) заглавная героиня именуется «кокушкой». В частности, село Ленино-Кокушкино в Пестречинском районе Татарстана до 1924 года именовалось Кокушкино. А населенных пунктов с названием Кукушкино в России насчитывается не менее десяти.

### Истоки. Смутный век
В результате кризиса российской государственности начала XVII века, который вошёл в отечественную историю под названием Смуты, земли Смоленского, Рославльского, Дорогобужского уездов были отторгнуты в пользу Речи Посполитой — сильного польско-литовского государства. Польское дворянство решило воспользоваться кризисом власти в России в захватнических целях. Смоленские земли, бывшие когда-то целый век в составе Великого княжества Литовского, они считали своей исконной территорией, поэтому осада Смоленска, продолжавшаяся 20 месяцев (1609—1611 гг.) стала кульминацией масштабной польской интервенции в русские пределы, и одновременно преградой на пути их планов полного подчинения Российского государства.
По Деулинскому перемирию 1618 года земли западнее Вяземского уезда остались за Речью Посполитой. Польский король вскоре стал раздавать землю своим дворянам в захваченных уездах Смоленского края.
Сохранился привилей (жалованная грамота) 1634 года, выданный польским королём Владиславом шляхтичу Николаю Трокиницкому на поместье в Мстиславском стане Дорогобужского уезда. В состав поместья входили деревни Иваново, Какушкино, Сокулино. Причём поместье Н. Трокиницкому жаловалось «по изменнику Яну Кашлевичу», которому оно принадлежало ранее. В чём состояла измена шляхтича Кашлевича, неизвестно. Таким образом, первое упоминание Какушкино относится к 1634 году, в то время оно было деревней. Располагалось Какушкино вблизи русско-польской границы.
По привилею 1640 года поместье Николая Трокиницкого перешло к его брату Яну Трокиницкому, возможно, после смерти Николая. Во втором акте состав поместья расширился: деревни Иваново, Какушкино, Сокулино, Колпита с пустошами Ивановцы, погост Афанасово, Борсуки, Андросово, Авдотьино, Кузьмино, Кропивно, Караново.
В 1654 году в результате похода многочисленной русской армии под началом самого царя Алексея Михайловича пал Смоленск, его польский гарнизон сдался на милость победителю. Значительная часть польской шляхты, имевшая поместья в уездах Смоленской земли, принесла присягу на верность русскому царю и тем самым сохранила свои поместные владения. На русскую службу перешёл и владелец Какушкина Ян Трокиницкий, который на русский манер стал писаться Иваном.
По списку смоленской шляхты 1665 года, Ян Трокиницкий числился рядовым в третьей роте полка Смоленской шляхты.
В 1667 году смоленский шляхтич Иван Трокиницкий продал «рейтарского строя ротмистру Михаилу Буйлову и жене ево, да детям деревни Кокушкино, а в ней двор помещиков да 4 двора крестьянских, да сельцо Колпитка, а в нем место дворовое помещиково да двор крестьянской, да 4 пустых, да пустоши Болшое Ломачино против ево скаски… с пустошми… взял 250 рублев».
Видимо, Михаил Буйлов сразу после покупки поместья Ивана Трокиницкого скончался, так как по переписным книгам Дорогобужского уезда 1668 года владелицей имения значится его вдова Прасковья Буйлова. В его состав входили: деревни Есипово, Данилково, Какушкино, Левоново, пустоши Артемьево, Гомзики, Вески. В деревне Кокушкино (гласная в первом слоге варьировалась: «о» — «а»), расположенной на реке Малая Костря, находился двор помещика, двор задворного человека и один крестьянский двор. То есть количество дворов с момента покупки деревни сократилось. Важно здесь то, что в деревне обозначен двор помещика, то есть она фактически уже имеет статус сельца — поселения с дворянской усадьбой, что формально в обозначении Какушкино ещё не закреплено.

### Арсеньевы
По переписным книгам 1716 года, Какушкино уже значилось сельцом и входило в поместье Никиты Арсеньева, которое было достаточно большим, и включало в себя помимо Какушкина село Успенское-Шилово и 16 деревень.
Владелец Какушкинского поместья Никита Петрович Арсеньев — офицер Петровской эпохи, участник многочисленных военных компаний той поры, в которых он играл достаточно большую роль. В боярских книгах 7194 (1686 г.) года он записан стряпчим, в боярских книгах 7200 (1692 г.) года — стольником. 11 июля 1692 года Никите Арсеньеву «учинен поместный оклад в 600 четьи и денег 30 рублев». Это довольно крупное земельное и денежное жалованье за службу.
По списку 1714 года, Арсеньев значится в числе полковников, подполковников и в офицерских чинах. В некоторых источниках он указан полковником. За ним по переписным и отказным Дорогобужским книгам 7197 (1689 г.), 7198 (1690 г.), 1703 и 1710 годов состояло имение с крестьянами Дорогобужского уезда в Мстиславском и Семлевском станах. Он же значится вписанным и в Высочайше утверждённый гербовник. Надо полагать, что Какушкинским имением Арсеньев владел уже в 1689 году.
Никита Петрович Арсеньев участник Троицкого похода 1683 года, Азовских походов 1695 и 1696 годов. Службу Арсеньев нёс добросовестно, был исполнителен и храбр, что нашло отражение в существенных надбавках к его земельному и денежному жалованью. В конечном счёте, он получил в Дорогобужском имении огромные земельные владения, став одним из богатейших помещиков края.
Женой Никиты Арсеньева значится Анна Ивановна (девичья фамилия неизвестна). В дальнейшем обширные владения Арсеньева и в том числе Какушкино наследовал их сын Яков Арсеньев. Он родился в 1692 году, отставлен от службы в 1748 году подполковником, но в некоторых источниках значится полковником. Его поместья помимо Дорогобужского уезда располагались также в Вяземском и Медынском уездах. Жена Якова — Прасковья Юрьевна, родившаяся в 1702 году.
К 1762 году он разделил свои дорогобужские поместья между сыновьями. Какушкинское поместье перешло к полковнику Венедикту Яковлевичу Арсеньеву, который родился в 1720 году и имел жену Анна Степановну (род. в 1724 г.). В поместье Венедикта Арсеньева, по данным третьей ревизии (1762 г.), было сельцо Какушкино с деревнями и 504 души крестьян мужского пола. Его братья также имели большие поместья, доставшиеся от отца: поручик Михаил — село Мутышино с деревнями, 274 души мужского пола; ротмистр Евграф — села Успенское-Шилово и Мутишино с деревнями, 258 душ мужского пола; полковник Алексей — сельцо Пустошка с деревнями, 110 душ мужского пола. Сам полковник Яков Никитич Арсеньев владел крупнейшим родовым имением с сельцом Семенковым и деревнями в 940 душ.
По Генеральному межеванию Дорогобужского уезда 1776—1779 гг., владельцем сельца Какушкино значится Венедикт Яковлевич Арсеньев. В состав имения входят сельцо Какушкино и Дмитровское с деревнями Ивановой, Андросовой, Авдотьиной, Карповой, Кастрыкиной и Походиной с 378 душами мужского пола. В сельце Какушкино находилась мельница в 2 поставы. Во владения Венедикта Арсеньева входили также другие деревни и пустоши Дорогобужского уезда.
Усадебный дом в сельце Какушкине был деревянным. Мы не знаем, как он выглядел, но, вероятно, в соответствии с размерами имения, был достаточно обширен и благоустроен. В это же время в соседнем с Венедиктом имении с центром в селе Успенское-Шилово его брат Евграф отстроил роскошный двухэтажный кирпичный усадебный дом. Это был один из первых каменных усадебных домов Дорогобужского уезда.
С начала XIX века род Арсеньевых постепенно начал угасать, они теряют свои крупные поместья. У Венедикта Яковлевича было несколько сыновей — Николай (1751 — 1762), Дмитрий (1761—1826), Сергей, Алексей. Какушкино наследовал Дмитрий — полковник Смоленской шляхты, женатый на Любови Дмитриевне (род. 1761 г.). Его дети: Евгений, Петр (титулярный советник, жиздринский и калужский помещик в 1862 г.), Степан (дорогобужский помещик, выпущен из пажей в мушкетёрский Фенша полк 1800 г.; поручик 1802 г., умер в 1830 г.; жена Елена Николаевна, рождённая Станкевич, умерла 27 ноября 1876 г.), Мария (замужем за генералом Иваном Антоновичем Евшиц).
Сын Степана — Дмитрий Степанович Арсеньев — дорогобужский помещик. Он родился 28 декабря 1823 года, в 1861—1869 годах был Дорогобужским уездным предводителем дворянства, стоял у истоков становления земских органов власти в уезде. Дмитрий имел чин коллежского советника, награждён орденом Св. Владимира 4-й степени. Однако его имение было уже достаточно скромным — деревни Курганье, Селибки, Васино с 103 душами мужского пола. К моменту составления уставных грамот с крестьянами, выходящими из крепостной зависимости (1860-1870-е гг.), в Дорогобужском уезде из Арсеньевых остались только Дмитрий Степанович с поместьем в 1336 десятин и жена губернского секретаря Елена Николаевна Арсеньева — владелица небольшого поместья в 67 душ и 869 десятин.
Активная распродажа имений Арсеньевыми началась уже с конца XVIII века. Какушкино ими было продано в 1801 году Шагаровым.

### Шагаровы
Появление Шагаровых в Вяземском и Дорогобужском уездах не до конца ясно. Дело в том, что здесь обосновались два родных брата — Алексей и Федор, дав начало сразу двум ветвям рода.
В 1793 году мы встречаем упоминание о том, что коллежский асессор Алексей Федорович Шагаров построил в сельце Пустошке Дорогобужского уезда каменный храм во имя преподобного Николы Святоши
Другая ветвь рода Шагаровых своё начало берет от коллежского советника Федора Федоровича Шагарова (1753—1824). Его женой была Елизавета Григорьевна, урождённая Богданович — дочь состоятельного Дорогобужского помещика. Родной брат Елизаветы Шагаровой — владелец села Карачарова Дорогобужского уезда Василий Григорьевич Богданович (1769—1841), в соавторстве с другим дорогобужским помещиком Е. Д. Озеровым он перевел на русский язык поэму английского писателя Мильтона «Потерянный рай».
За своей супругой в качестве приданого Федор Федорович получил хорошее поместье. Прирастали их семейные владения и путём покупки земель. Ф. Ф. Шагаров имел двух сыновей и двух дочерей, унаследовавших его имение.
Федор Федорович Шагаров — самый известный и выдающийся представитель своего рода на Смоленской земле. Как уже говорилось, он происходил из орловских дворян. Благодаря своим неординарным способностям Шагаров добился немалого успеха на гражданской службе. В 1782 году в возрасте 29 лет он занимал в г. Симбирске должность Директора Дирекции Экономии, которая ведала управлением государственными крестьянами.
Сохранился дневник графа А. Г. Бобринского, который вместе с другими выпускниками Кадетского корпуса и их преподавателями совершал в 1782—1783 годах путешествие по России.
Оказавшись осенью 1782 года в Симбирске, путешественники были сердечно приняты Федором Федоровичем Шагаровым. Граф Бобринский так описал в дневнике встречи с Шагаровым: "15 Октября 1782 года (Симбирск). Обедали у господина Шагарова, где стол очень хорош был и гораздо лучше, нежели у господина губернатора вчерашний день. После и прежде обеда играли в лото, где я проиграл….
18 Октября 1782 г. Сегодня ввечеру был маскерад у Федора Шагарова, который приглашал по билетам, и ужин был. Было там очень много народа…
23 Октября 1782 г. Были званы вчерашний день на сегодняшний к обеду на пирог в монастыре, где одна из дворянок живет на спасении. Обедали там; обед очень хорош был. Напились трое пьяны. Приглашены были на этот обед г. Шагаровым. После… поехали к г. Шагарову, где играли в лото. После показал мне г. Шагаров лошадей и подарил мне шубу».
Как видим, что Федор Федорович был гостеприимным хозяином, не чуждым светских увеселений. В дневнике упомянута и его жена.
Пребывание Шагарова в Поволжье совпало со временем Пугачёвщины. В старости Федор Федорович делился воспоминаниями о том времени с молодым дорогобужским дворянином Александром Кононовым. А тот записал некоторые любопытные истории и опубликовал одну из них в статье, под названием «Два семейных предания». Кононов со слов Шагарова повествует, что когда Емельян Пугачёв был пойман, он содержался в избе казённого селения, где его взяли. Волостной писарь по фамилии Злобин по своей оплошности упустил Емельку. И пришлось бы ему совсем худо, но Шагаров, как начальник, защитил его, и Злобин отделался лёгким наказанием. Писарем его уже не оставили, и Федор Федорович потерял следы своего бывшего подчинённого.
Шагаров, выйдя в отставку, поселился в Смоленской губернии, где, женившись, стал вступать в разные коммерческие предприятия. По словам Кононова, Федор Федорович был «человеком весьма умным, тонким, смышленым». Некоторые из его начинаний удавались, другие лопались. Прослужив по выбору уездным Вяземским и потом Смоленским губернским предводителем дворянства, Шагаров расстроил этой должностью свои финансы. И тут по каким-то делам он поехал в Петербург, где случайно услышал фамилию Злобина. Бывший его писарь выбился в богатейшие откупщики столицы, зарабатывая на откупах огромные деньги. Знакомая фамилия напомнила Федору Федоровичу забытого писаря, упустившего некогда Пугачёва. Когда он разведал о Злобине и, убедившись, что это тот самый писарь, то отправился к нему.
К чести Злобина, «он поступил не как большая часть людей, вышедших из грязи на блистательное поприще: он помнил добро, сделанное ему Шагаровым, и принял его, как своего благодетеля». Шагаров объяснил трудность своего финансового положения, и Злобин сказал ему: «Благодарю судьбу, что даёт мне случай отблагодарить Вас».
Злобин дал Шагарову паи в своих откупах, и тем поправил дела последнего. Но сам Злобин не умел остановиться при удачах. Будучи миллионщиком, «ему все хотелось приобретать, и, наконец, какое-то предприятие повергло его в ту же нищету, в которой он рожден был».
Рассказ, изложенный Кононовым, сильно смахивает на авантюрный роман. Кононов был человеком не чуждым литературного творчества, сочинял рассказы и стихи, возможно, он что-то и приукрасил в воспоминаниях старика Шагарова. Тут можно только сказать, хотите – верьте, хотите – нет.
Тем не менее, в самом конце XVIII века жена Федора Федоровича Елизавета Григорьевна покупала поместья – сельцо Асташево в 8 дворов и деревню Алексино в 22 двора. Сам Шагаров в 1801 году купил у лейб-гвардии прапорщика Дмитрия Венедиктовича Арсеньева сельцо Какушкино. Однако семейство Шагаровых не было в числе богачей, оно принадлежало к числу среднепоместного дворянства. В 1817 году Федор Федорович владел 394 душами мужского пола.
После выхода в отставку Ф. Ф. Шагаров включился в общественную деятельность. Он был деятельным членом дворянских сословных органов самоуправления. В приветственном адресе Вяземского дворянства от 11 декабря 1807 года мы можем узнать главные вехи общественного служения Федора Шагарова на пользу смоленского дворянства. Вначале он был избран Вяземским уездным предводителем дворянства, а затем и Смоленским губернским предводителем дворянства. Эту должность он занимал в 1802-1804 годах и добился столь больших успехов на этом поприще, что был награждён императором Александром I орденом Святой Анны, а затем и знаками этого ордена, украшенными алмазами. Не менее почетными и значимыми для Федора Шагарова стали приветственные адреса, которые после оставления должности губернского предводителя дворянства отправили ему дворянские собрания всех уездов губернии. Такое единодушное признание заслуг перед обществом было неординарным в жизни Смоленской губернии.
Чем же заслужил всеобщее уважение и славу у смоленского дворянства Федор Федорович Шагаров? Срок его службы губернским предводителем дворянства совпал с началом правления императора Александра I. Молодой государь был полон планов либеральных реформ, да и в просвещенном российском обществе вызревали идеи социальных преобразований, укреплявших права личности и свободы, правда, пока в основном для дворянства. Завершавшаяся Павловская эпоха характеризовалась разгулом беззакония, должностными злоупотреблениями, насилием над личностью и имуществом подданных империи, в том числе и дворянства.
Сохранилось письмо Федору Шагарову от Ельнинского уездного предводителя дворянства Сергея Лесли (6 апреля 1803 года), в котором содержатся многочисленные описания злоупотреблений должностных лиц. Разъезжие, полиция, откупщики, содержатели винных сборов творили открытый произвол: у крестьян и у дворян отбиралось имущество и деньги, беззаконно велась продажа вина, злоупотребления не пресекались в судебном порядке, нередки были случаи избиения чиновниками людей даже благородного звания, не то, что обычных крестьян…
В этой ситуации Ф. Ф. Шагаров, как губернский предводитель дворянства, в 1803 году представил министру внутренних дел своё личное мнение об обязанностях представителей дворянства и отправил его в копиях к уездным предводителям для сведения. Мнение Шагарова в 9-ти пунктах заключало следующие предположения: «Весьма полезно было бы для наблюдения за правосудием в судебных местах, для ограждения прав дарованных дворянству, и для обуздания произвола земских властей, сосредоточить в лице уездного предводителя звание непосредственного начальника над чиновниками, служащими по выборам. Случается нередко, что дворянство ошибается в выборе из среды себя судей и исправников, а потому для отвращения важных последствий, могущих произойти от бесполезной службы их во время срочного периода, в продолжение которого их выбравшие дворяне лишены законного права избавиться от неблагонадежного чиновника без официального посредства и власти губернского правления». Шагаров находил справедливым в таких случаях приглашать дворянство в уездное собрание, по постановлению которого удалять «вредного члена общества» от занимаемой им должности, и если необходимо, предавать его уголовному суду. На место выбывшего чиновника предлагалось избирать другого дворянина или же замещать его имеющимся кандидатом, и этот выбор, подписанный дворянами, представлять на утверждение начальника губернии.
В этой же записке Шагаров коснулся и откупщиков, которые в те времена стремились к одной цели – обогащаться за счёт ближнего самыми беззаконными средствами. Дворяне по императорскому указу 1794 года имели право выкуривать на свои личные нужды до 90 ведер вина и иметь для этой цели 30-вёдерный котел. Неоднократные ежегодные свидетельства откупщиками котлов приводили к частным злоупотреблениям, которым содействовали и корыстные чины земской полиции. Для устранений злоупотреблений откупщиков и полиции Шагаров предлагал котлы и кубы, предоставленные для пользования помещикам, освидетельствовать и заклеймить «единожды навсегда»
Активная позиция губернского дворянского предводителя Федора Шагарова в отстаивании прав и интересов дворянства вызвала большой энтузиазм в благородном сословии губернии. Шагаров выразил чаяния всего дворянского общества, завоевав, тем самым, большое уважение и почёт.
При выходе в отставку с должности губернского предводителя дворянства Федор Федорович Шагаров получил от уездных корпораций дворян благодарственные адреса. Приведем лишь один из них. Вот что писали дворяне Сычевского уезда: «Милостивый государь, Федор Федорович. В бытность Вашу Смоленским губернским предводителем, Сычевского уезда благородное дворянство столь много от исполнения Вами в настоящем виде Вашей должности и чувствовало себе по всем частям спокойно и по всяким до Вас касающимся делам удовлетворяемо, что за приятную обязанность себе поставляет Вам изъявить чувствительную свою благодарность – и просить Вас быть уверенну навсегда в истинной признательности и совершенном почитании с каковым имеем честь быть. Милостивого государя Ваши всепокорнейшие слуги… 17 декабря 1804 г.»
Для Федора Федоровича такое признание его заслуг было значимо, так как все приветственные адреса бережно хранились в его семейном архиве, и дошли до наших дней.
В 1806 году по указу императора в Смоленской губернии начала формироваться земская милиция – военизированное ополчение, выполнявшее охранные функции. Вяземские дворяне обратились к Ф. Ф. Шагарову с просьбой возглавить это новое дело и избрали его начальником Вяземской земской милиции. Федор Федорович, как писали в 1807 году в приветственном адресе вяземские дворяне, «презря все как семейныя… обстоятельства, так изнеможения лет и здоровья… тот час согласился принять сие полезное для отечества служение». Вязьмичи находили в Шагарове «начальника и сочлена своего общества и главного сотрудника по службе». Помимо приветственного адреса со словами искренней признательности в бескорыстном и превосходном исполнении обязанностей дворяне Вяземского уезда вручили Ф. Ф. Шагарову в знак благодарности за общественное служение серебряный жбан с надписью, в которой перечисляли его заслуги перед дворянским обществом.
Федору Федоровичу Шагарову Какушкино обязано строительством церкви и превращением в село. Каменный храм был заложен ещё прежним владельцем – Дмитрием Венедиктовичем Арсеньевым, но строительство не доведено до конца. Только в 1813 году, уже после Наполеоновского нашествия Федор Шагаров достроил храм в честь Корсунской иконы Божией Матери. Кроме основного холодного престола в церкви были два теплых придела: во имя святителя Николая и Покрова Пресвятой Богородицы. В конце XIX века в Какушкинском приходе было свыше полутора тысяч прихожан.
Судьба храма в XX веке типична своей трагичностью. Он был закрыт по постановлению Смоленского облисполкома № 1957 от 29 сентября 1938 года. Церковь не успели переоборудовать под хозяйственные или культурные нужды за неимением средств. При отступлении германских войск в марте 1943 года Какушкинский храм был взорван, как и другие культовые постройки Дорогобужского края, включая сооружения Болдина монастыря. Так на практике претворялась в жизнь тактика «выжженной земли», при которой оккупанты уничтожали все материальные и культурные ценности.
Возвращаясь к Ф. Ф. Шагарову, следует сказать, что жил он, по всей видимости, в самом Какушкине, где была помещичья усадьба. И похоронен Ф. Ф. Шагаров был в 1824 году в Какушкине у построенной им церкви.
Ф. Ф. Шагаров имел двух сыновей – майора Платона Федоровича и штаб-ротмистра Федора Федоровича, а также дочерей Екатерину и Марию.
Платон Федорович Шагаров, начинавший службу сержантом лейб-гвардии Семеновского полка, был человеком просвещенным и незаурядным. Он занимался переводами французской литературы и в конце XVIII века перевел и издал в Москве две книги: «Сокращенная Сократова история» (1788 г.) и «Сокращенное географическое описание Турецкой империи» (1790 г.). Издание второй книги он посвятил своему отцу.
Вероятно, Платон умер достаточно рано, оставив после себя сына Павла (1805 г. р.), а также дочь Анну. О ранней смерти Платона можно судить потому, что он не упомянут ни в каких владельческих документах. Ф. Ф. Шагарову пришлось самому хлопотать о внуке. 28 ноября 1822 года он отправил прошение Смоленскому губернскому предводителю дворянства С. И. Лесли, в котором писал: «Внук мой родной – недоросль Павел Платонов сын Шагаров, рождённый от сына моего майора Платона Федоровича Шагарова, имеет желание вступить в военную службу его Императорского величества; но как для сего необходимо нужно ему свидетельство о дворянстве. Я ж, зная, что род мой по Смоленской губернии в родословных книгах не внесен, а состоит по Орловской губернии, то представил при сем, во удовлетворение достойности моего дворянства, данные мне: указ об отставке и рескрипты от Государя Императора на получение мною ордена и медали. Покорнейше прошу по соображении всего оного ему, внуку моему, недорослю Павлу Шагарову, такое свидетельство о дворянстве выдать»
Нужное свидетельство было получено, и Павел Шагаров поступил на военную службу. В отставку он вышел в чине штабс-ротмистра.
Звание штабс-ротмистра имел и Федор Федорович-младший. О его семье ничего не известно. В 1829 году он отказался от своей доли имения (15 дворовых и крестьянская семья) в пользу матери Е. Г. Шагаровой. Жил Федор Федорович-младший в сельце Александровском Вяземского уезда.
Мария Федоровна Шагарова вышла замуж за подполковника Николая Васильевича Ненарокомова. Её сестра Екатерина осталась в девицах.
Со второй четверти XIX века начинается обеднение и оскудение рода Шагаровых. После смерти мужа Елизавета Григорьевна Шагарова продала часть своего движимого и недвижимого имущества генерал-майору Н. Д. Дехтереву, а в 1826 году полковнику Д. С. Чебышёву было продано село Какушкино.

### Чебышёвы
Дмитрий Сергеевич Чебышёв (1783-1870) участвовал в русско-турецкой войне 1806-1812 гг. Храбрость и ум способствовали быстрому продвижению его по службе. С 13.10.1809 г. по 23.10.1811 г. он занимал должность командира 29 егерского полка в звании полковника. Полк принимал участие в кампании на Дунае. В сражениях полковник Чебышёв получил ранение и был уволен «за раною» в отставку.
Д. С. Чебышёв женился в 1811 году на Анне Петровне Ковалевой (1795- ум.после 1873), дочери бельского и сычевского помещика, дворянина,  гвардии прапорщика  Петра Григорьевича Ковалева и Агафьи Петровны Ковалевой (урожд.шляхтянки Альшевской). Молодая чета Чебышевых и жила с 1811 по 1826 год  в  д. Сметанино Бельского уезда Смоленской губернии. У Дмитрия Сергеевича и Анны Петровны было много детей: Николай (1815-1866) – генерал-майор, участник Крымской войны, командир лейб-гвардии Гренадерского полка (1857-1862), его жена – Барышникова Александра Ивановна; Елизавета (1816/17-?), муж Потемкин Иван Викторович; Владимир (1818-1852); Дмитрий (1821-?); Александр (1822-1877), генерал-майор; Сергей (1826-?); Нил (1832-?); Петр (1834-?); Константин (1837-1906).
Д. С. Чебышёв помимо Какушкино купил у Е. Г. Шагаровой деревни Иваново, Карпово, Андросово, Жевлаки. Дмитрий Чебышёв был в числе богатейших помещиков Дорогобужского уезда. Накануне отмены крепостного права он владел селом Какушкиным с деревнями, в которых был 151 двор, 738 душ мужского пола крестьян и ещё 26 душ дворовых. Какушкинское поместье насчитывало около 10 тысяч десятин земли. Вообще же супруги Чебышёвы владели значительными поместьями в двух губерниях, о чём мы можем судить из послужного списка их сына Константина. В Смоленской губернии в Бельском уезде – 3415 десятин земли и 345 душ крестьян; в Дорогобужском уезде – 9885 десятин и 764 души крестьян. В Калужской губернии, в Мещевском, Перемышльском и Медынском уездах – 2649 десятин земли и 430 душ крестьян.
По воспоминаниям современников, у Дмитрия Сергеевича было плохие отношения со своими крестьянами. Так же известно, что его сын Константин после женитьбы поселился в Молодилове.
Сохранился послужной список Константина Чебышёва. В службу он вступил из школы гвардейских подпрапорщиков и кавалерийских юнкеров прапорщиком в гренадерский великого князя Николая Николаевича полк (впоследствии Сибирский полк) 17 июня 1854 года, произведён в подпоручики 20 марта 1856 года, поручики – 14 апреля 1861 года. Участвовал в Крымской войне. Уволен от службы 11 октября 1861 года.
По 10-й ревизии 1858 года в Какушкине было 11 домохозяев, 38 мужчин и 40 женщин.
По переписи 1886/7 года в селе уже 21 домохозяин, 63 мужчины (от 18 до 60 лет – 34), 72 женщины (от 16 до 55 лет – 35), 3 домохозяина живут на стороне (9 мужчин, 13 женщин). Грамотных в селе – 12 мужчин, 5 учащихся мальчиков, 8 семей с грамотными, 5 семей с учащимися, всего 12 семей с грамотными и учащимися.
В основном, крестьяне жили небогато. 5 семей были без работников, 4 семьи с одним работником, 7 семей с двумя работниками, 5 семей с тремя работниками и более. Двое солдат на службе и калек. Два домохозяина нанимает работников. Земельные наделы получил 37 душ. Размер надела на душу – 4,5 десятины, что немного. При селе 7 десятин усадебной земли, 75 десятин пахотной, 70 десятин сенокосов, 14,5 десятин лесу и кустарников.
Урожаи небольшие и измерялись в соотношении с объёмом посевного материала в «самах»: озимой ржи – 4, овса – 3,5, ячменя – 4, картофеля – 5, льна – 2,5, конопли – 5. Главные посевные культуры – озимая рожь, овес, картофель, конопля на огородах.
В 1887 году в Какушкине 49 лошадей,3 жеребят, 42 коровы, 15 нетелей и телят, 89 овец, 26 свиней. Белошадных – 5 дворов, с 1 лошадью – 3 двора, 2 двора с 2 лошадьми, 11 дворов – с тремя и более лошадей. 3 двора без коров, 4 двора с одной коровой, 7 дворов – с 2 коровами, 7 дворов – с 3 и более коровами.
Какушкинские жители по размерам жилья делились на бездомовых – 1, имеющих одну избу – 12, две и более – 8.
После смерти Дмитрия Сергеевича Чебышёва Какушкино наследовал его сын Дмитрий. В 1890 году Дмитрий Дмитриевич Чебышёв продал Какушинское имение немцу, канатному фабриканту Карлу Федоровичу Вольбрюку.

### Последние владельцы
Какушкинское имение Вольбрюка составляло 2488 десятин. Карл Федорович был рачительным хозяином. Его имение входило в число «образцовых русских хозяйств». Имеется краткое его описание в издании 1902 года: «Имение «Какушкино» Карла Федоровича Вольбрюка. Хозяйство ведётся владельцем при помощи управляющего. Всей земли в имении – 2 488 десятин, из них: усадебной – 18 десятин, пахотной – 90 десятин, лугов – 100 десятин, леса – 650 десятин, кустарников – 1300 десятин, неудобной – 250 десятин. Севооборот 12-польный. Семена поступают в продажу. В хозяйстве содержатся: лошади (до 15 голов) – помесь местных с норвежскими, выращиваемые дома, крупный рогатый скот (до 20 голов) – помесь симментальского с голландским. В лесу, в коем рубка выборочная, производится посев и посадка сосны и ели. В хозяйстве имеются две водяные мукомольные мельницы».
В соответствии со списком населённых мест Смоленской губернии 1904 года, Какушкино в административном отношении делилось на три части: владельческая усадьба – 1 двор, 3 мужчины, 4 женщины; село – 3 двора, 4 мужчины, 8 женщин, церковь, земская школа, 2 мельницы, мелочная лавка; деревня – 26 дворов, 67 мужчин, 77 женщин. В Какушкине среди крестьян было развито гончарное ремесло.
Сохранились любопытные свидетельства современников о взаимодействии нового владельца Какушкина с окрестными крестьянами. К. Ф. Вольбрюк как истинный немец был сторонником строгого порядка. Он штрафовал крестьян за самовольные порубки леса и потравы, чем вызывал у крестьян враждебность, усиливавшуюся нерусским происхождением «какушкинского барина». Они его обзывали «Верблюк».
По свидетельству современников, сын К. Ф. Вольбрюка Карл купил у отца Какушкинское имение и перепродал его Пистолькорсу в 1913 году, который оставался владельцем поместья вплоть до революции 1917 года.

### Какушкино в истории войн
Расположение Какушкина вблизи Старой Смоленской дороги определило участие этого села в исторических событиях Великих войн России. В ходе Отечественной войны 1812 года через Какушкино двигались русские войска, отступавшие от Дорогобужа к Вязьме. В ночь с 12 на 13 августа правая колона 1-й армии в составе 2-го корпуса Баггавута и 1-го кавалерийского корпуса Уварова двинулась на Какушкино. Так был обозначен первый переход войск. Без сомнения, в 1812 году Какушкино было полностью разорено проходящими войсками, как нашими, так и неприятельскими.
Похожая картина была и в годы Великой Отечественной войны. В августе 1941 года линия фронта приблизилась к Дорогобужу, и по левому берегу Днепра расположился рубеж обороны. Вначале части 24-й армии, а затем 32-й армии Резервного фронта. Находясь во втором эшелоне, они до октября в боях не участвуют, проводя слаживание частей (основу армии составили не кадровые дивизии, а обученные на скорую руку соединения народного ополчения). Вместо 133-й стрелковой дивизии на позициях от Перстенок и Карачарова до Благовещенья и Болдина по фронту, в глубину до Какушкино стала 8-я дивизия народного ополчения Краснопресненского района Москвы, позднее преобразованная в 8-ю стрелковую дивизию.
В период оборонительных боев лета-осени 1941 года в округе Какушкина дислоцировались резервные части Западного фронта. В частности по оперативной сводке Западного фронта № 110 от 20 августа в районе Какушкино располагалась 152-я стрелковая дивизия. По сводке № 112 от 21 августа, эта дивизия от Какушкина готовилась к переходу в район Афанаськово-свх. Неелово-Лагуново-свх. Ражного, т. е. на северо-запад.
По оперативной сводке № 140 от 4 сентября 1941 г., из района Какушкино маршем в район Пески-Быково-Быгорь двигалась 128-я танковая бригада.
Согласно Докладу от 10 сентября 1941 г. Штаба Западного фронта начальнику оперативного управления Генштаба, решением главкома намечалось вывести во фронтовой резерв в район Какушкино 152-ю стрелковую и 1-ю танковую дивизии. Директивой главкома Западного фронта от 10 сентября 152-я дивизия была отравлена назад в тыл в Какушкино, где находилась ранее.
Согласно Плану оборонительной операции Западного фронта от 20 сентября 1941 г., 152-я стрелковая дивизия находилась в резерве фронта и располагалась в районе Какушкина для действия в ярцевском направлении. При прорыве противника в ярцевско-вяземском направлении 152-я дивизия должна была использоваться для контрудара. Также планировалось использовать эту дивизию в юго-западном направлении в случае прорыва противника в стыке 20-й армии с 24-й армией Резервного фронта.
Была оккупирована гитлеровскими войсками в сентябре 1941 года, освобождена в 1943 году.